# Tao (rivier)
Tao He is een rivier in Gansu, Volksrepubliek China.
In de rivier zijn een zestal dammen gebouwd, om elektriciteit op te wekken.